# Relaciones Benín-España
Las relaciones Benín-España son las relaciones bilaterales entre el Reino de España y el país africano de Benín. Benín no tiene embajada en España, pero su embajada en París está acreditada ante España. España tampoco tiene embajada en Benín, pero su embajada en Abuya, Nigeria esta acreditada ante Benín.

## Relaciones diplomáticas
España estableció relaciones diplomáticas con la República de Benín, entonces llamada de Dahomey, el 25 de marzo de 1966. Las relaciones bilaterales han sido cordiales y amistosas sin cuestiones o problemas bilaterales significativos pero también carentes de relaciones institucionales regulares más allá de visitas puntuales de autoridades de uno y otro país, entre las que cabe destacar la del presidente Yayi en 2009, primera de un jefe de Estado beninés a España y la visita del ministro García-Margallo a Cotonú en julio de 2014.
Benín se ha mostrado muy agradecida al apoyo prestado por España para la confección de la llamada “Lista Electoral Permanente Informatizada” (LEPI), que sirve de base para determinar el censo electoral.

## Relaciones económicas
El importe del comercio bilateral entre España y Benín es reducido y, en gran medida, ligado a proyectos en el Puerto de Cotonú, lo que hace depender esta cifra de los proyectos que se acometan en un año concreto y de los productos destinados a la reexportación a Nigeria. En 2011 se alcanza el mayor volumen de exportaciones: 97 millones de euros; sin embargo, en 2012 retrocede hasta 59,89 millones de euros y en 2013 vuelve a bajar ligeramente hasta los 60 millones, si bien en 2014 vuelve a recuperar los 84 millones de exportaciones. Las principales partidas exportadas son los productos cárnicos, productos cerámicos, aparatos eléctricos, bebidas y vehículos.

## Cooperación
La AOD bilateral neta acumulada destinada a Benín en el periodo 2007-2010 fue superior a 6 millones de euros donde destacan las contribuciones realizadas a través de la cooperación descentralizada, en especial de la Comunidad Valenciana, Cantabria y País Vasco con proyectos en infraestructuras básicas, protección de menores en situaciones de riesgo y actuaciones en el ámbito de la cooperación cultural entre otros.